# Tadjena
Tadjena (în arabă تاجنة) este o comună din provincia Chlef, Algeria.
Populația comunei este de 24.413 locuitori (2008).